# Loch Luella
Der Loch Luella ist heute als ehemaliger Stausee Teil des Lake Mahinerangi und befindet sich in der Region Otago auf der Südinsel von Neuseeland.

## Geographie
Der See befindet sich am südöstlichen Ende des Lake Mahinerangi, heute mit einem direkten Zugang zum Stausee. Mit einer Fläche von rund 1,26 km² erstreckt sich die Wasserfläche des weit verzweigten Sees über eine Länge von rund 3,3 km. An der breitesten Stelle misst der See rund 770 m.

## Geschichte
Der ehemalige Stausee des Loch Luella wurde 1911 in Auftrag gegeben. Zusammen mit dem ehemaligen Staudamm des Loch Loudon, der bereits 1909 fertiggestellt wurde, verfügten sie 1914 gemeinsam über eine Kapazität von 6 Megawatt zur Stromerzeugung.
Beide Stauseen waren bis 1946 in Betrieb und wurde schließlich mit dem Lake Mahinerangi vereint, als dieser mit einer Staudammerhöhung auf seinen heutigen Seelevel die beiden Stauseen Loch Luella und Loch Loudon miteinschließen konnte.